# Айзекс, Саймон, 4-й маркиз Рединг
Саймон Чарльз Генри Руфус Айзекс, 4-й маркиз Рединг (англ. Simon Rufus Isaacs, 4th Marquess of Reading; род. 18 мая 1942 года) — британский пэр, банкир и филантроп.

## Биография
Саймон Руфус Айзекс родился 18 мая 1942 года в семье Майкла Айзекса, 3-го маркиза Рединга, и Марго Ирен (урожденной Дюк). 2 июля 1980 года, после смерти отца, Саймон Айзекс унаследовал титулы 4-го маркиза Рединга, 4-го графа Рединга, 4-го виконта Рединга, 4-го виконта Эрли и 4-го барона Рединга.
Айзекс получил образование в Итонском коллеже и Турском университете (Франция). В 1961—1964 годах он был лейтенантом 1-й королевской драгунской гвардии, в 1964—1974 годах работал биржевым маклером. Был членом Лондонской фондовой биржи в период с 1970 по 1974 год. С 1975 по 1980 год занимал пост директора по маркетингу в Brahmco International. Он работал в Ralph Lauren Corporation с 1979 по 1983 год, затем он работал в Abbey National и Abbey Sports and Events с 1984 по 1992 год.
Саймон Айзекс был председателем Лендс-Энд — Джон-о’Гротс с 1992 по 1996 год. Он занимал должность директора Global Flying Hospitals с 1996 по 2000 год. С 1990 по 2000 год он был президентом Dean Close School в Челтнеме, Глостершир. Он входил в состав CURE International начиная с 2004 года, и в Mertens House в Санкт-Петербург, Россия с 2008 года. Он служил в качестве члена Совета Садовой могилы в Иерусалиме с 2002 по 2008 год. Маркиз является покровителем Nelson Recovery Trust, а с 1998 года — Barnabas Fund.
В 2003 году он раскритиковал решение, принятое вице-канцлером Университета Сассекса Аласдером Смитом, продать поместье Сванборо в Айфорде, Восточный Сассекс, которое было подарено его прабабкой Стеллой Айзекс, маркизой Рединг (1894—1971) в надежде, что оно будет служить главной резиденцией вице-канцлера до 2021 года.

## Личная жизнь
12 мая 1979 года Саймон Айзекс женился на Мелинде Виктории Дьюар, дочери Ричарда Дьюара. В этом браке родились трое детей:
- Леди Сибилла Элис Руфус Айзекс (род. 3 ноября 1980 года), жена Чарльза Б. Б. Харта, мать четырёх детей;
- Леди Наташа Руфус Айзекс (род. 24 апреля 1983 года), жена Чарльза Финча, мать трёх дочерей;
- Джулиан Руфус Айзекс, виконт Эрли (род. 26 мая 1986 года).

В мае 2021 года маркиз Рединг объявил о своем намерении получить израильское гражданство.